# Ivan Dodig
Ivan Dodig (Međugorje, 2 januari 1985) is een Kroatische tennisser, die geboren werd in Međugorje (destijds: Joegoslavië, nu: Bosnië en Herzegovina). In 2021 behaalde hij met zijn dubbelpartner Marin Čilić de zilveren medaille op de Olympische Spelen 2020.

## Palmares
| Legenda                       | Legenda               |
| ----------------------------- | --------------------- |
| Grand Slam                    |                       |
| Olympische Spelen             |                       |
| tot 2009                      | vanaf 2009            |
| Tennis Masters Cup            | ATP Finals            |
| ATP Masters Series            | ATP Tour Masters 1000 |
| ATP International Series Gold | ATP Tour 500          |
| ATP International Series      | ATP Tour 250          |

### Enkelspel
| Nr.                          | Datum             | Toernooi     | Ondergrond    | Tegenstander in finale | Score    |         |
| ---------------------------- | ----------------- | ------------ | ------------- | ---------------------- | -------- | ------- |
| gewonnen finales             |                   |              |               |                        |          |         |
| 1.                           | 6 februari 2011   | ATP Zagreb   | Hardcourt (i) | Michael Berrer         | 6-3, 6-4 | details |
| verloren finales             |                   |              |               |                        |          |         |
| 1.                           | 18 juni 2011      | ATP Rosmalen | Gras          | Dmitri Toersoenov      | 3-6, 2-6 | details |
| gewonnen finales challengers |                   |              |               |                        |          |         |
| 1.                           | 5 april 2009      | Sarajevo     | Hardcourt (i) | Dominik Meffert        | 6-4, 6-3 |         |
| 2.                           | 7 november 2010   | Astana       | Hardcourt (i) | Igor Koenitsyn         | 6-4, 6-3 |         |
| 3.                           | 13 september 2015 | St Remy      | Hardcourt     | Nils Langer            | 6-3, 6-2 |         |
| 4.                           | 25 oktober 2015   | Brest        | Hardcourt (i) | Benoît Paire           | 7-5, 6-1 |         |
| 5.                           | 29 november 2015  | Andria       | Hardcourt (i) | Michael Berrer         | 6-2, 6-1 |         |

### Dubbelspel
| Nr.                                      | Datum             | Toernooi              | Ondergrond    | Partner                | Tegenstanders in finale                    | Score                  |         |
| ---------------------------------------- | ----------------- | --------------------- | ------------- | ---------------------- | ------------------------------------------ | ---------------------- | ------- |
| gewonnen finales herendubbel             |                   |                       |               |                        |                                            |                        |         |
| 1.                                       | 13 oktober 2013   | ATP Shanghai          | Hardcourt     | Marcelo Melo           | David Marrero Fernando Verdasco            | 7-6(2), 6-7(6), [10-2] | details |
| 2.                                       | 28 februari 2015  | ATP Acapulco          | Hardcourt     | Marcelo Melo           | Mariusz Fyrstenberg Santiago González      | 7-6(2), 5-7, [10-3]    | details |
| 3.                                       | 7 juni 2015       | Roland Garros         | Gravel        | Marcelo Melo           | Bob Bryan Mike Bryan                       | 6-7(5), 7-6(5), 7-5    | details |
| 4.                                       | 11 november 2015  | ATP Parijs            | Hardcourt (i) | Marcelo Melo           | Vasek Pospisil Jack Sock                   | 2-6, 6-3, [10-5]       | details |
| 5.                                       | 31 juli 2016      | ATP Montreal/Toronto  | Hardcourt     | Marcelo Melo           | Jamie Murray Bruno Soares                  | 6-4, 6-4               | details |
| 6.                                       | 21 augustus 2016  | ATP Cincinnati (1)    | Hardcourt     | Marcelo Melo           | Jean-Julien Rojer Horia Tecău              | 7-6(5), 6-7(5), [10-6] | details |
| 7.                                       | 19 februari 2016  | ATP Rotterdam         | Hardcourt (i) | Marcel Granollers      | Wesley Koolhof Matwé Middelkoop            | 7-6(5), 6-3            | details |
| 8.                                       | 30 juli 2017      | ATP Hamburg           | Gravel        | Mate Pavić             | Pablo Cuevas Marc López                    | 6-3, 6-4               | details |
| 9.                                       | 29 oktober 2017   | ATP Bazel             | Hardcourt (i) | Marcel Granollers      | Fabrice Martin Édouard Roger-Vasselin      | 7-5, 7-6(6)            | details |
| 10.                                      | 6 mei 2018        | ATP München           | Gravel        | Rajeev Ram             | Nikola Mektić Alexander Peya               | 6-3, 7-5               | details |
| 11.                                      | 30 september 2018 | ATP Chengdu           | Hardcourt     | Mate Pavić             | Austin Krajicek Jeevan Nedunchezhiyan      | 6-2, 6-4               | details |
| 12.                                      | 10 februari 2019  | ATP Montpellier       | Hardcourt (i) | Édouard Roger-Vasselin | Benjamin Bonzi Antoine Hoang               | 6-4, 6-3               | details |
| 13.                                      | 25 mei 2019       | ATP Lyon              | Gravel        | Édouard Roger-Vasselin | Ken Skupski Neal Skupski                   | 6-4, 6-3               | details |
| 14.                                      | 18 augustus 2019  | ATP Cincinnati (2)    | Hardcourt     | Filip Polášek          | Juan Sebastián Cabal Robert Farah Maksoud  | 4-6, 6-4, [10-6]       | details |
| 15.                                      | 6 oktober 2019    | ATP Peking            | Hardcourt     | Filip Polášek          | Łukasz Kubot Marcelo Melo                  | 6-3, 7-6(4)            | details |
| 16.                                      | 21 februari 2021  | Australian Open       | Hardcourt     | Filip Polášek          | Rajeev Ram Joe Salisbury                   | 6-3, 6-4               | details |
| 17.                                      | 21 mei 2022       | ATP Lyon              | Gravel        | Austin Krajicek        | Máximo González Marcelo Melo               | 6-3, 6-4               | Details |
| 18.                                      | 23 oktober 2022   | ATP Napels            | Hardcourt (i) | Austin Krajicek        | Matthew Ebden John Peers                   | 6–3, 1–6, [10–8]       | Details |
| 19.                                      | 30 oktober 2022   | ATP Bazel             | Hardcourt (i) | Austin Krajicek        | Nicolas Mahut Édouard Roger-Vasselin       | 6–4, 7–6(5)            | Details |
| 20.                                      | 19 februari 2023  | ATP Rotterdam (2)     | Hardcourt (i) | Austin Krajicek        | Rohan Bopanna Matthew Ebden                | 7–6(5), 2–6, [12–10]   | Details |
| 21.                                      | 16 april 2023     | ATP Monte Carlo       | Gravel        | Austin Krajicek        | Romain Arneodo Sam Weissborn               | 6–0, 4–6, [14–12]      | details |
| 22.                                      | 11 juni 2023      | Roland Garros (2)     | Gravel        | Austin Krajicek        | Sander Gillé Joran Vliegen                 | 6-3, 6-1               | details |
| 23.                                      | 25 juni 2023      | ATP Londen            | Gras          | Austin Krajicek        | Taylor Fritz Jiří Lehečka                  | 6–4, 6–7(5), [10–3]    | Details |
| verloren finales herendubbel             |                   |                       |               |                        |                                            |                        |         |
| 1.                                       | 5 februari 2012   | ATP Zagreb            | Hardcourt (i) | Mate Pavić             | Marcos Baghdatis Michail Joezjny           | 2-6, 2-6               | details |
| 2.                                       | 26 februari 2012  | ATP Memphis           | Hardcourt (i) | Marcelo Melo           | Maks Mirni Daniel Nestor                   | 6-4, 5-7, [7-10]       | details |
| 3.                                       | 10 februari 2013  | ATP Zagreb            | Hardcourt (i) | Mate Pavić             | Julian Knowle Filip Polášek                | 3-6, 3-6               | details |
| 4.                                       | 7 juli 2013       | Wimbledon             | Gras          | Marcelo Melo           | Bob Bryan Mike Bryan                       | 6-3, 3-6, 4-6, 4-6     | details |
| 5.                                       | 20 april 2014     | ATP Monte Carlo       | Gravel        | Marcelo Melo           | Bob Bryan Mike Bryan                       | 3-6, 6-3, [8-10]       | details |
| 6.                                       | 10 augustus 2014  | ATP Montreal/Toronto  | Hardcourt     | Marcelo Melo           | Alexander Peya Bruno Soares                | 4-6, 3-6               | details |
| 7.                                       | 5 oktober 2014    | ATP Tokio             | Hardcourt     | Marcelo Melo           | Pierre-Hugues Herbert Michał Przysiężny    | 3-6, 7-6(3), [5-10]    | details |
| 8.                                       | 16 november 2014  | ATP World Tour Finals | Hardcourt (i) | Marcelo Melo           | Bob Bryan Mike Bryan                       | 7-6(2), 2-6, [7-10]    | details |
| 9.                                       | 9 augustus 2015   | ATP Washington        | Hardcourt     | Marcelo Melo           | Bob Bryan Mike Bryan                       | 4-6, 2-6               | details |
| 10.                                      | 25 juni 2016      | ATP Nottingham        | Gras          | Marcelo Melo           | Dominic Inglot Daniel Nestor               | 5-7, 6-7(4)            | details |
| 11.                                      | 21 mei 2017       | ATP Rome              | Gravel        | Marcel Granollers      | Pierre-Hugues Herbert Nicolas Mahut        | 6-4, 4-6, [3-10]       | details |
| 12.                                      | 13 augustus 2017  | ATP Montreal/Toronto  | Hardcourt     | Rohan Bopanna          | Pierre-Hugues Herbert Nicolas Mahut        | 4-6, 6-3, [6-10]       | details |
| 13.                                      | 5 november 2017   | ATP Parijs            | Hardcourt (i) | Marcel Granollers      | Łukasz Kubot Marcelo Melo                  | 6-7(3), 6-3, [6-10]    | details |
| 14.                                      | 26 mei 2018       | ATP Genève            | Gravel        | Rajeev Ram             | Oliver Marach Mate Pavić                   | 6-3, 6-7(3), [9-11]    | details |
| 15.                                      | 29 juni 2019      | ATP Antalya           | Gras          | Filip Polášek          | Jonathan Erlich Artem Sitak                | 3-6, 4-6               | details |
| 16.                                      | 18 januari 2020   | ATP Adelaide          | Hardcourt     | Filip Polášek          | Máximo González Fabrice Martin             | 6-7(12), 3-6           | details |
| 17.                                      | 28 september 2020 | ATP Hamburg           | Gravel        | Mate Pavić             | John Peers Michael Venus                   | 3-6, 4-6               | details |
| 18.                                      | 12 januari 2021   | ATP Antalya           | Hardcourt     | Filip Polášek          | Nikola Mektić Mate Pavić                   | 2-6, 4-6               | details |
| 19.                                      | 30 juli 2021      | Olympische Spelen     | Hardcourt     | Marin Čilić            | Nikola Mektić Mate Pavić                   | 4-6, 6-3, [6-10]       | details |
| 20.                                      | 27 augustus 2021  | ATP Winston-Salem     | Hardcourt     | Austin Krajicek        | Marcelo Arévalo Matwé Middelkoop           | 7-6(5), 5-7, [6-10]    | details |
| 21.                                      | 9 januari 2022    | Adelaide              | Hardcourt     | Marcelo Melo           | Rohan Bopanna Ramkumar Ramanathan          | 6–7(6), 1–6            | details |
| 22.                                      | 4 juni 2022       | Roland Garros         | Gravel        | Austin Krajicek        | Marcelo Arévalo Jean-Julien Rojer          | 7-6(4), 6-7(5), 3-6    | details |
| 23.                                      | 7 augustus 2022   | ATP Washington        | Hardcourt     | Austin Krajicek        | Nick Kyrgios Jack Sock                     | 5-7, 4-6               | Details |
| 24.                                      | 16 oktober 2022   | ATP Florence          | Hardcourt (i) | Austin Krajicek        | Nicolas Mahut Édouard Roger-Vasselin       | 6-7(4), 3-6            | Details |
| 25.                                      | 6 november 2022   | ATP Parijs            | Hardcourt (i) | Austin Krajicek        | Marcel Granollers Horacio Zeballos         | 6-7(5), 4-6            | Details |
| 26.                                      | 14 januari 2023   | ATP Adelaide 2        | Hardcourt     | Ivan Dodic             | Marcelo Arévalo Jean-Julien Rojer          | walkover               | Details |
| 27.                                      | 1 juli 2023       | ATP Eastbourne        | Gras          | Austin Krajicek        | Nikola Mektić Mate Pavić                   | 4–6, 2–6               | Details |
| gewonnen finales herendubbel challengers |                   |                       |               |                        |                                            |                        |         |
| 1.                                       | 24 juni 2007      | Almaty                | Gravel        | Kamil Capkovic         | Alexey Kedryuk Aleksandr Koedrjavtsev      | 6-4, 3-6, [10-7]       |         |
| 2.                                       | 11 november 2007  | Tunis                 | Hardcourt     | Frank Moser            | Jasper Smit Martijn Van Haasteren          | 4-6, 7-5, [11-9]       |         |
| 3.                                       | 18 mei 2008       | Zagreb                | Gravel        | Julio Silva            | Serhij Stachovsky Tomas Zib                | 6-4, 7-6(1)            |         |
| 4.                                       | 4 oktober 2009    | Napels                | Gravel        | Frederico Gil          | Thiago Alves Lukáš Rosol                   | 6-1, 6-3               |         |
| 5.                                       | 25 april 2010     | Rome                  | Gravel        | Mario Ančić            | Juan Pablo Brzezicki Rubén Ramírez Hidalgo | 4-6, 7-6(8), [10-4]    |         |
| 5.                                       | 30 mei 2010       | Alessandria           | Gravel        | Lovro Zovko            | Marco Crugnola Daniel Muñoz de la Nava     | 6-4, 6-4               |         |

### Gemengd dubbelspel
| Nr.                            | Datum           | Toernooi        | Ondergrond | Partner             | Tegenstanders in finale             | Score               |         |
| ------------------------------ | --------------- | --------------- | ---------- | ------------------- | ----------------------------------- | ------------------- | ------- |
| gewonnen finales gemengddubbel |                 |                 |            |                     |                                     |                     |         |
| 1.                             | 7 juni 2018     | Roland Garros   | Gravel     | Latisha Chan        | Gabriela Dabrowski Mate Pavić       | 6-2, 6-7(5), [10-8] | details |
| 2.                             | 7 juni 2019     | Roland Garros   | Gravel     | Latisha Chan        | Gabriela Dabrowski Mate Pavić       | 6-1, 7-6(5)         | details |
| 3.                             | 14 juli 2019    | Wimbledon       | Gras       | Latisha Chan        | Jeļena Ostapenko Robert Lindstedt   | 6-2, 6-3            | details |
| 4.                             | 28 januari 2022 | Australian Open | Hardcourt  | Kristina Mladenovic | Jaimee Fourlis Jason Kubler         | 6-3, 6-4            | details |
| verloren finales gemengddubbel |                 |                 |            |                     |                                     |                     |         |
| 1.                             | 3 juni 2016     | Roland Garros   | Gravel     | Sania Mirza         | Martina Hingis Leander Paes         | 6-4, 4-6, [8-10]    | details |
| 2.                             | 29 januari 2017 | Australian Open | Hardcourt  | Sania Mirza         | Abigail Spears Juan Sebastián Cabal | 6-3, 6-4            | details |

## Resultaten grote toernooien
| Legenda | Legenda                          |
| ------- | -------------------------------- |
| g.t.    | geen toernooi gehouden           |
| l.c.    | lagere categorie                 |
| –       | niet deelgenomen                 |
| G       | uitgeschakeld in de groepsfase   |
| 1R      | uitgeschakeld in de eerste ronde |
| 2R      | uitgeschakeld in de tweede ronde |
| 3R      | uitgeschakeld in de derde ronde  |
| 4R      | uitgeschakeld in de vierde ronde |
| KF      | uitgeschakeld in de kwartfinale  |
| HF      | uitgeschakeld in de halve finale |
| F       | de finale verloren               |
| W       | het toernooi gewonnen            |
| w-v     | winst/verlies-balans             |

### Enkelspel
| Grandslamtoernooien  |      |      |    |      |      |      |     |      |
| Australian Open      | 2R   | 2R   | 1R | 3R   | 2R   | 2R   | 1R  | 1R   |
| Roland Garros        | –    | 1R   | 1R | 1R   | 1R   | 1R   | 2R  | –    |
| Wimbledon            | 2R   | 1R   | 1R | 4R   | –    | –    | 1R  | –    |
| US Open              | 2R   | 1R   | 2R | 3R   | 1R   | –    | 1R  | –    |
| ATP Finals           |      |      |    |      |      |      |     |      |
| ATP Finals           | –    | –    | –  | –    | –    | –    | –   | –    |
| ATP Masters 1000     |      |      |    |      |      |      |     |      |
| Indian Wells         | –    | –    | 1R | 3R   | 2R   | 2R   | 1R  | –    |
| Miami                | –    | 2R   | 2R | 2R   | 2R   | –    | 1R  | –    |
| Monte Carlo          | –    | 1R   | 2R | 1R   | 1R   | –    | –   | –    |
| Madrid               | –    | –    | –  | –    | 1R   | –    | –   | –    |
| Rome                 | –    | –    | –  | –    | 3R   | –    | –   | –    |
| Montréal/Toronto     | –    | 3R   | –  | 2R   | 3R   | –    | 1R  | –    |
| Cincinnati           | –    | 2R   | 1R | –    | 1R   | –    | –   | –    |
| Shanghai             | –    | 1R   | –  | 1R   | 2R   | –    | –   | –    |
| Parijs               | –    | 2R   | –  | 2R   | –    | –    | –   | –    |
| Olympische Spelen    |      |      |    |      |      |      |     |      |
| Olympische Spelen    | g.t. | g.t. | 1R | g.t. | g.t. | g.t. | –   | g.t. |
| Statistieken         |      |      |    |      |      |      |     |      |
| Totaal aantal titels | 0    | 1    | 0  | 0    | 0    | 0    | 0   | 0    |
| Eindejaarsranking    | 88   | 36   | 72 | 33   | 95   | 87   | 147 | 336  |

### Mannendubbelspel
| Toernooi               | 2011 | 2012 | 2013 | 2014 | 2015 | 2016 | 2017 | 2018 | 2019 | 2020 | 2021 | 2022 | 2023 | 2024 |
| ---------------------- | ---- | ---- | ---- | ---- | ---- | ---- | ---- | ---- | ---- | ---- | ---- | ---- | ---- | ---- |
| Grandslamtoernooien    |      |      |      |      |      |      |      |      |      |      |      |      |      |      |
| Australian Open        | 2R   | 1R   | 1R   | 3R   | HF   | 3R   | KF   | 1R   | 2R   | HF   | W    | 2R   | 1R   |      |
| Roland Garros          | 2R   | KF   | 3R   | –    | W    | HF   | KF   | 2R   | 1R   | 3R   | 2R   | F    | W    |      |
| Wimbledon              | 1R   | KF   | F    | –    | KF   | 3R   | 3R   | 1R   | HF   | g.t. | 2R   | 3R   | 2R   |      |
| US Open                | 1R   | 3R   | HF   | HF   | 1R   | 1R   | 3R   | 3R   | 1R   | 1R   | 3R   | 2R   | HF   |      |
| ATP Finals             |      |      |      |      |      |      |      |      |      |      |      |      |      |      |
| ATP Finals             | –    | –    | HF   | F    | HF   | G    | G    | –    | G    | –    | G    | G    | G    |      |
| ATP Masters 1000       |      |      |      |      |      |      |      |      |      |      |      |      |      |      |
| Indian Wells           | –    | –    | KF   | KF   | HF   | 1R   | 1R   | KF   | 1R   | g.t. | HF   | 1R   | –    |      |
| Miami                  | –    | –    | 2R   | 2R   | –    | 2R   | KF   | 1R   | HF   | g.t. | HF   | 2R   | –    |      |
| Monte Carlo            | –    | –    | 2R   | F    | HF   | HF   | KF   | 2R   | 2R   | g.t. | 2R   | 1R   | W    |      |
| Madrid                 | –    | –    | –    | 2R   | 2R   | HF   | KF   | 2R   | 1R   | g.t. | KF   | KF   | 1R   |      |
| Rome                   | –    | –    | –    | KF   | KF   | 2R   | F    | –    | 1R   | 1R   | 2R   | 1R   | 2R   |      |
| Montréal/Toronto       | –    | 2R   | KF   | F    | 2R   | W    | F    | 1R   | 1R   | g.t. | KF   | 1R   | 2R   |      |
| Cincinnati             | –    | HF   | 1R   | 2R   | HF   | W    | KF   | 2R   | W    | 1R   | 1R   | 1R   | HF   |      |
| Shanghai               | KF   | –    | W    | KF   | W    | –    | KF   | KF   | KF   | g.t. | g.t. | g.t. | 1R   |      |
| Parijs                 | –    | –    | HF   | 2R   | –    | –    | F    | –    | HF   | –    | 2R   | F    | KF   |      |
| Olympische Spelen      |      |      |      |      |      |      |      |      |      |      |      |      |      |      |
| Olympische Spelen      | g.t. | KF   | g.t. | g.t. | g.t. | –    | g.t. | g.t. | g.t. | g.t. | F    | g.t. | g.t. |      |
| Statistieken           |      |      |      |      |      |      |      |      |      |      |      |      |      |      |
| aantal titels per jaar | 0    | 0    | 1    | 0    | 3    | 2    | 3    | 2    | 4    | 0    | 1    | 3    | 5    | 0    |
| eindejaarsranking      | 93   | 31   | 7    | 12   | 6    | 13   | 5    | 35   | 12   | 16   | 12   | 9    | 2    |      |

### Gemengd dubbelspel
| Toernooi            | 2013 | 2014 | 2015 | 2016 | 2017 | 2018 | 2019 | 2020 | 2021 | 2022 | 2023 | 2024 |
| ------------------- | ---- | ---- | ---- | ---- | ---- | ---- | ---- | ---- | ---- | ---- | ---- | ---- |
| Grandslamtoernooien |      |      |      |      |      |      |      |      |      |      |      |      |
| Australian Open     | –    | –    | 1R   | HF   | F    | –    | 1R   | KF   | 1R   | W    | –    |      |
| Roland Garros       | –    | –    | –    | F    | KF   | W    | W    | g.t. | 2R   | 2R   | 2R   |      |
| Wimbledon           | 2R   | –    | 2R   | 2R   | 3R   | KF   | W    | g.t. | 3R   | 2R   | KF   |      |
| US Open             | –    | –    | –    | 2R   | 1R   | 1R   | HF   | g.t. | 2R   | –    | 1R   |      |
| Olympische Spelen   |      |      |      |      |      |      |      |      |      |      |      |      |
| Olympische Spelen   | g.t. | g.t. | g.t. | –    | g.t. | g.t. | g.t. | g.t. | 1R   | g.t. | g.t. |      |